# Station Dulowa
Station Dulowa is een spoorwegstation in de Poolse plaats Dulowa.